# ブレイン・ハーディ
ブレイン・パトリック・ハーディ（Blaine Patrick Hardy, 1987年3月14日 - ）は、アメリカ合衆国ワシントン州シアトル出身のプロ野球選手（投手）。左投左打。北米独立リーグ・アメリカン・アソシエーションのスーシティ・エクスプローラーズ所属。

## 経歴

### プロ入りとロイヤルズ傘下時代
2008年のMLBドラフト22巡目（全体655位）でカンザスシティ・ロイヤルズから指名され、プロ入り。ロイヤルズ傘下在籍中はメジャーでのプレーは無く、2013年3月21日に放出された。

### タイガース時代
2013年4月2日にデトロイト・タイガースと契約を結んだ。この年は傘下のマイナー2球団（AA級エリー・シーウルブズ、AAA級トレド・マッドヘンズ）合計で30試合（先発9試合）に登板して8勝3敗1セーブ、防御率1.67、79奪三振を記録した。
2014年は開幕をAAA級トレドで迎えた後、6月15日にメジャー契約を結んでアクティブ・ロースター入りした。翌16日のロイヤルズ戦でメジャーデビューし、最初に対戦した青木宣親から初奪三振を記録した。この年は38試合に登板して2勝1敗・防御率2.54・55奪三振の成績を残した。
2015年はタイガースのリリーフ陣の中心として70試合に登板した。5勝3敗、防御率3.08、WHIP1.35という安定した成績を残し、チームに貢献した。
2016年は出番が激減し、21試合の登板に留まった。防御率3.51、WHIP1.44共に悪化し、投球内容も前年と比すればイマイチだった。
2017年は35試合に登板して1勝0敗、防御率5.94、28奪三振を記録した。
2018年3月25日に40人枠を外れる形でAAA級トレドへ配属された。そのまま開幕を迎え、5月4日にメジャー契約を結んでアクティブ・ロースター入りした。
2019年レギュラーシーズン終了後の10月24日にマイナー契約でAAA級トレドへ配属され、同日中にFAとなった。

### ツインズ傘下時代
2019年11月26日にミネソタ・ツインズとマイナー契約を結んだ。2020年11月2日にFAとなった。

### ブルワーズ時代
2021年2月2日にミルウォーキー・ブルワーズとマイナー契約を結び、同年のスプリング・トレーニングに招待選手として参加することになった。その後2月17日に傘下のAAA級ナッシュビル・サウンズに配属され、8月1日にメジャーへ昇格した。しかし、メジャーでは1試合のみの登板に留まり、結果を残せなかった。8月9日にナッシュビルに再度配属された後、11月7日にFAとなった。

### 独立リーグ時代
2022年4月14日にアメリカン・アソシエーションのスーシティ・エクスプローラーズと契約した。

## 詳細情報

### 年度別投手成績
| 年 度    | 球 団    | 登 板 | 先 発 | 完 投 | 完 封 | 無 四 球 | 勝 利 | 敗 戦 | セ 丨 ブ | ホ 丨 ル ド | 勝 率 | 打 者 | 投 球 回 | 被 安 打 | 被 本 塁 打 | 与 四 球 | 敬 遠 | 与 死 球 | 奪 三 振 | 暴 投 | ボ 丨 ク | 失 点 | 自 責 点 | 防 御 率 | W H I P |
| -------- | -------- | ----- | ----- | ----- | ----- | -------- | ----- | ----- | -------- | ----------- | ----- | ----- | -------- | -------- | ----------- | -------- | ----- | -------- | -------- | ----- | -------- | ----- | -------- | -------- | ------- |
| 2014     | DET      | 38    | 0     | 0     | 0     | 0        | 2     | 1     | 0        | 4           | .667  | 167   | 39.0     | 34       | 1           | 20       | 3     | 1        | 31       | 1     | 0        | 12    | 11       | 2.54     | 1.39    |
| 2015     | DET      | 70    | 0     | 0     | 0     | 0        | 5     | 3     | 0        | 13          | .625  | 265   | 61.1     | 61       | 2           | 22       | 2     | 1        | 55       | 5     | 0        | 23    | 21       | 3.08     | 1.35    |
| 2016     | DET      | 21    | 0     | 0     | 0     | 0        | 1     | 0     | 0        | 0           | 1.000 | 112   | 25.2     | 25       | 2           | 12       | 1     | 0        | 20       | 1     | 0        | 11    | 10       | 3.51     | 1.44    |
| 2017     | DET      | 35    | 0     | 0     | 0     | 0        | 1     | 0     | 0        | 6           | 1.000 | 156   | 33.1     | 46       | 7           | 13       | 1     | 0        | 28       | 1     | 0        | 24    | 22       | 5.94     | 1.77    |
| 2018     | DET      | 30    | 13    | 0     | 0     | 0        | 4     | 5     | 1        | 2           | .444  | 351   | 86.0     | 79       | 10          | 22       | 1     | 2        | 66       | 2     | 0        | 37    | 34       | 3.56     | 1.17    |
| 2019     | DET      | 39    | 0     | 0     | 0     | 0        | 1     | 1     | 0        | 7           | .500  | 182   | 44.1     | 38       | 10          | 13       | 0     | 0        | 29       | 3     | 0        | 24    | 22       | 4.47     | 1.15    |
| 2021     | MIL      | 1     | 0     | 0     | 0     | 0        | 0     | 1     | 0        | 0           | .000  | 7     | 1.0      | 3        | 0           | 1        | 0     | 0        | 1        | 0     | 0        | 3     | 2        | 18.00    | 4.00    |
| MLB：7年 | MLB：7年 | 234   | 13    | 0     | 0     | 0        | 14    | 11    | 1        | 32          | .560  | 1240  | 290.2    | 286      | 32          | 103      | 8     | 4        | 230      | 13    | 0        | 134   | 122      | 3.78     | 1.34    |

- 2021年度シーズン終了時

### 背番号
- 65（2014年 - 2016年）
- 36（2017年 - 2019年，2021年）